# Александру Йоан Куза
Александру Йоан Куза (на румънски: Alexandru Ioan Cuza, Александру Йоан I; * 20 март 1820, Галац / Бърлад (според други източници) Румъния; † 15 май 1873, Хайделберг, Германия), е основателят на съвременна Румъния, обединил страната, и първи владетел на Румъния (1859 – 1866).

## Владетел на Румъния
На 5 януари 1859 г., в Яш, Александру Йоан Куза е избран за владетел на Молдова. Няколко дни след това, на 24 януари, в Букурещ е избран за владетел и на Влашко. На 24 декември 1861 г., въпреки че двете княжества са под върховенството на Османската империя, той обявява създаването на държавата Румъния (România) със столица Букурещ.
Александру Йоан I и избраният министър-председател Михаил Когълничану започват поземлени реформи по френски образец. С това обаче предизвикват недоволството на църковния клир и едрите земевладелци, както и на Русия и Османската империя. Същевременно Александру Йоан I е донякъде пречка за окончателното обединяване на двете княжества. Тогавашните политици са виждали изхода в това на трона да седне признат европейски княз. Така в 4:00 ч. сутринта на 22 февруари 1866 г. конспиративна група военни нахлува в двореца, за да го принуди да подпише абдикирането си. През следващите дни е изпратен зад граница. С това тронът е освободен за следващия румънски владетел – Карл фон Хоенцолерн-Зигмаринген, който на 26 март 1866 г. официално встъпва като владетел на Румъния.
Александру Йоан Куза умира на 15 май 1873 г. в изгнание в Хайделберг.